# وانغ شانغيوان
وانغ شانغيوان (بالصينية: 王上源)، (من مواليد 2 يونيو 1993) هو لاعب كرة قدم صيني محترف يلعب كلاعب خط وسط لنادي الدوري الصيني الممتاز هينان، والذي يقوده، والمنتخب الصيني.

## الإحصائيات المهنية

### الإحصائيات الدولية
| الفريق الوطني | الفريق الوطني | الفريق الوطني |
| سنة           | تطبيقات       | الأهداف       |
| ------------- | ------------- | ------------- |
| 2019          | 2             | 0             |
| المجموع       | 2             | 0             |